# Sárazsadány
Sárazsadány es un pueblo ubicado en el distrito de Sárospatak, en el condado de Borsod-Abaúj-Zemplén, Hungría.

## Superficie
Posee una superficie de 15,31 kilómetros cuadrados.

## Demografía
Hasta 2019 la población era de 227 habitantes, con una densidad de población de 14,83 habitantes por kilómetro cuadrado.